# Corpo de Fuzileiros Navais do Exército de Libertação Popular

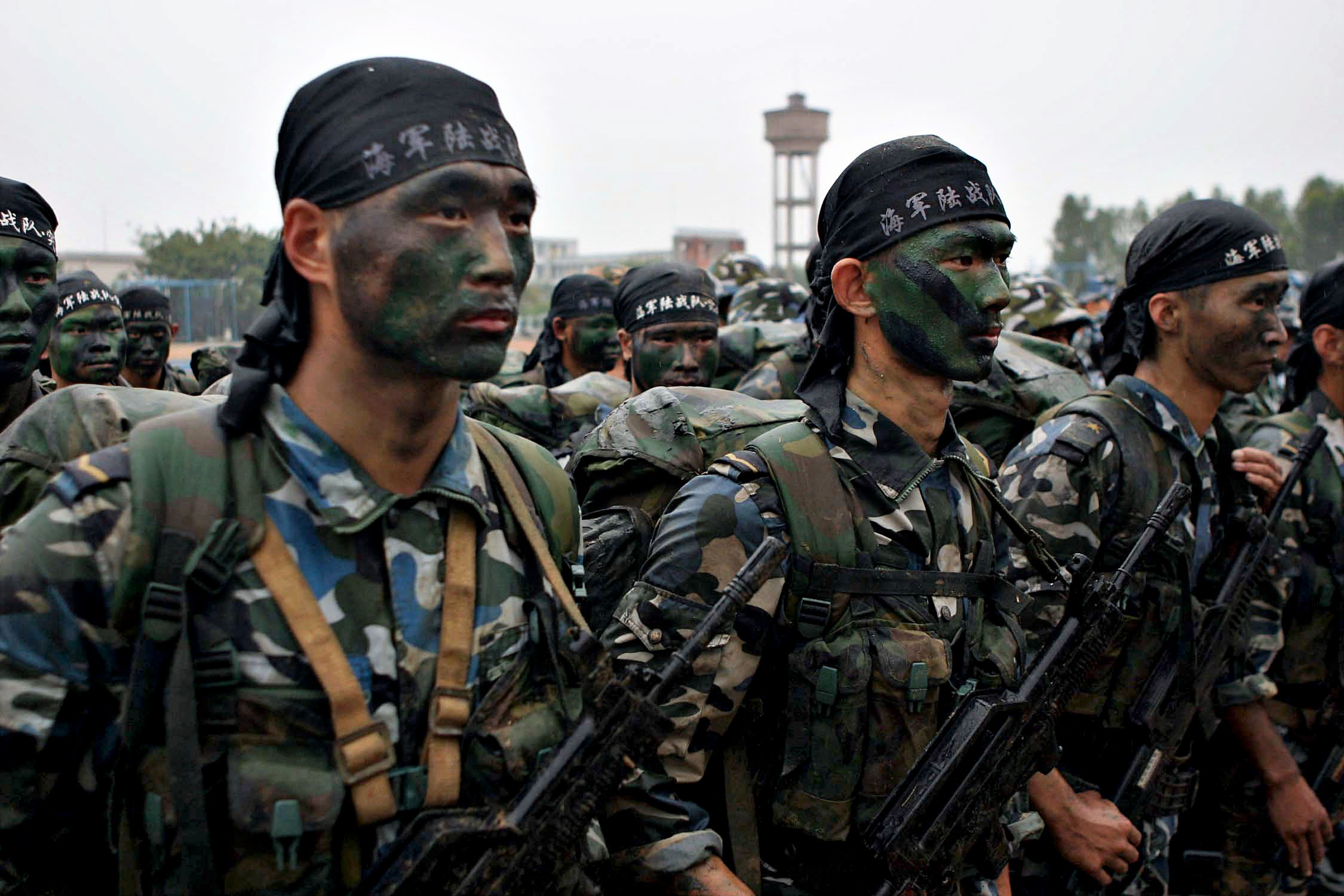
Fuzileiros chineses.

O Corpo de Fuzileiros Navais do Exército de Libertação Popular (chinês tradicional: 中國人民解放軍海軍陸戰隊, chinês simplificado: 中国人民解放军海军陆战队, pinyin: Zhōngguó Rénmín Jiěfàngjūn Hǎijūnlùzhànduì) é a infantaria da marinha de guerra da China. Atualmente conta com mais de 40 mil homens no serviço ativo.